# Erdélyi-középhegység Natúrpark
Az Erdélyi-középhegység Natúrpark (románul Parcul Natural Apuseni) IUCN V-ös besorolású védett terület Romániában, Bihar megye, Fehér megye és Kolozs megye területén.

## Fekvése
Az ország nyugati részében, az Erdélyi-középhegység középső-keleti részén található. Északon a Vlegyásza-hegység, északnyugaton a Király-erdő, délen a Bihar-hegység, keleten a Gyalui-havasok és délnyugaton a Béli-hegység határolja.
Megközelítése:
- E60-as európai út: Nagyvárad - Bánffyhunyad - DJ 108G megyei út Kiskalota - Jósikafalva
- E79-es európai út: Nagyvárad - Belényes - Dragánfalva - DJ 767-es megyei út Bontesd - DJ 763-as megyei út Vasaskőfalva
- DN75-ös főút(wd): Vaskohsziklás - Fonóháza - Felsőgirda - Fehérvölgy
- E60-as európai út: Kolozsvár - Bánffyhunyad - DJ 108G megyei út Kiskalota - Jósikafalva

## Története
A natúrpark területe már az Osztrák–Magyar Monarchia idején vonzotta a látogatókat. A legkorábbi jelölt turistaútvonalakat Czárán Gyula hozta létre az 1900-as években. Az első kezdeményezés egy park kialakítására Emil Racoviță nevéhez kötődik, aki már 1928-ban megfogalmazta egy védett terület létrehozásának célkitűzését. A park létrehozását előkészítő első tudományos dokumentáció az 1970-es években készült, de a parkot csak 1990-ben hozták létre, és 2000-ben nyilvánították védett területté. 2003-ban módosították a területét és határait.
2009-ben a natúrpark EDEN-díjat kapott, és felkerült a Kiváló Európai Desztinációk (EDEN) honlapra.

## Geológiája

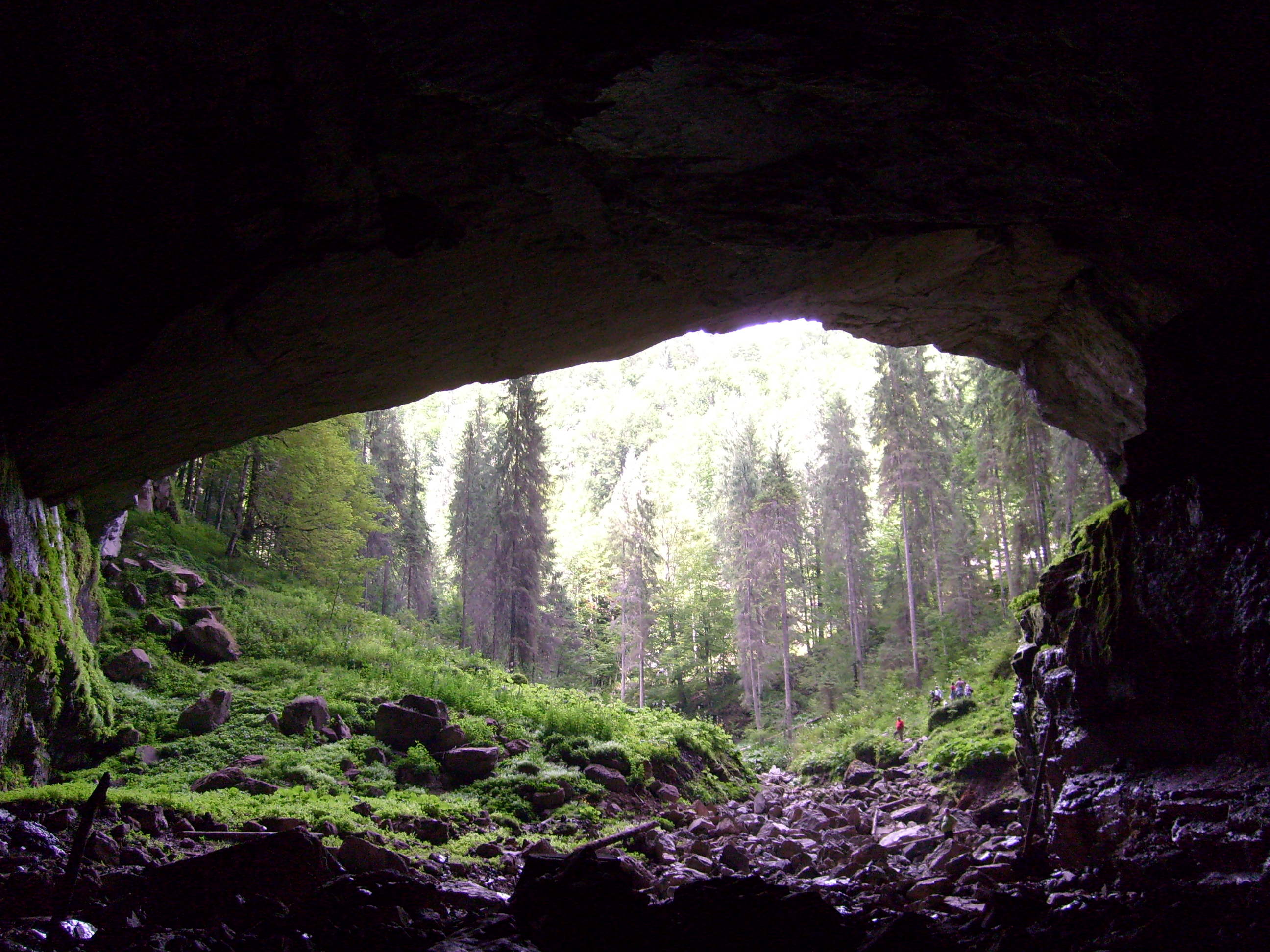
A Nagy-kojba bejárata

A park területének nagyobb részét kristályos pala alkotja a Bihar-hegység és a Vlegyásza-hegység területén; mészkőképződmények és hommokkő a Bihar-hegységben; mészkő és dolomit a Pádis-fennsíkon; homokkő és kristályos pala a Pádis-medence – Csodavár zónában; triász-, kréta- és jura időszaki mészkő a Bihar-hegységben és a Király-erdőben; kristályos pala és perm időszakbeli üledékes kőzetek a Zarándi- és a Belényesi-medencében valamint a Béli-hegységben; magmás kőzetek a Gyalui-havasokban és Bihar-hegységben.
Az Erdélyi-középhegység Natúrpark változatos felszíni formákat tartalmaz, hegycsúcsokat, sziklás meredélyeket, szorosokat, völgyeket, karrmezőket, töböröket, zsombolyokat, barlangokat.
A park számos geológiai jelentőségű természeti rezervátumot ölel fel, például Hoanca Urzicarului-zsomboly, Cotețul Dobreștilor-vízkelet, Mătișești-vízkelet, Tăuz-vízkelet, Nagy-kojba, Vértop-barlang és Aranyosfői-jégbarlang (Fehér megye); Porcika-zsomboly, Csodavár, Bársza-katlan, Rozsda-szakadék, Aragyásza-barlang, Boga-vár, Galbina-szirt, Pádis-karsztfennsík, Szegyesd-völgye, Galbina-völgy, Elveszett Világ, Eszkimó-jégbarlang,Mikula-barlang, Csűr-barlang, Oncsászai-csontbarlang, Bohogyő sziklavára, Mócok Temploma-csúcs, (Bihar megye).

## Vízrajza

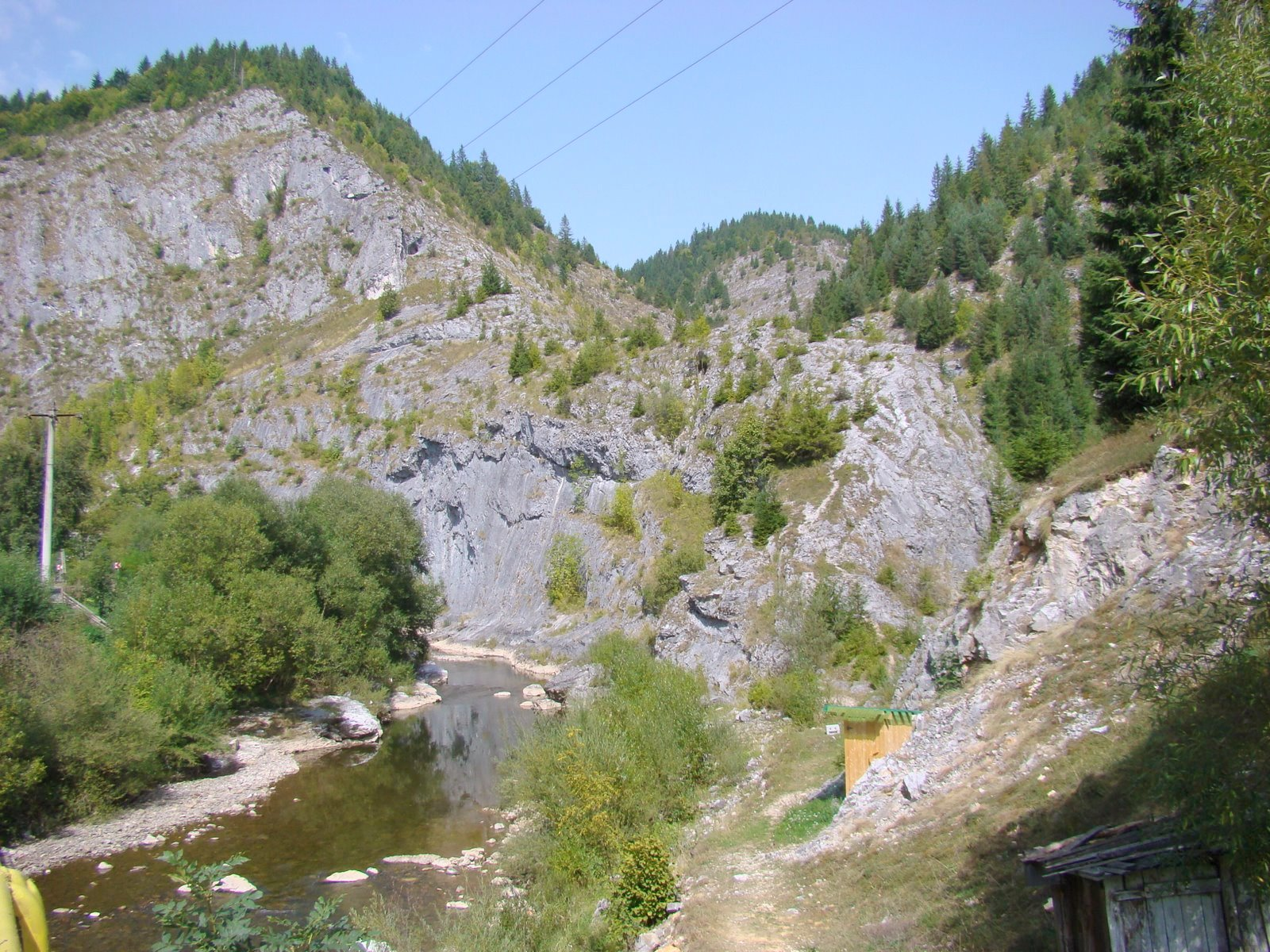
A Nagy-Aranyos Aranyosfőnél

A natúrpark felszíni vizei a Nagy-Aranyos, Kis-Szamos és Fekete-Körös vízgyűjtő területeihez tartoznak. A park területén, az Erdélyi-középhegység északi részén található az 1970–1974 között létesített Bélesi-víztározó.

## Éghajlata
Éghajlata kontinentális, a magasabban fekvő helyeken általában nedves és hideg. A csapadék mennyisége jelentős: 600 millimétertől (Nagy-Aranyos völgye) 1300–1400 milliméterig (Bihar-hegység) terjed. Az uralkodó szélirány nyugati. Az éves átlaghőmérséklet 2 és 4°C között van a Vlegyásza-hegységben, és 8-10°C között Belényes környékén.

## Élővilága

### Flóra

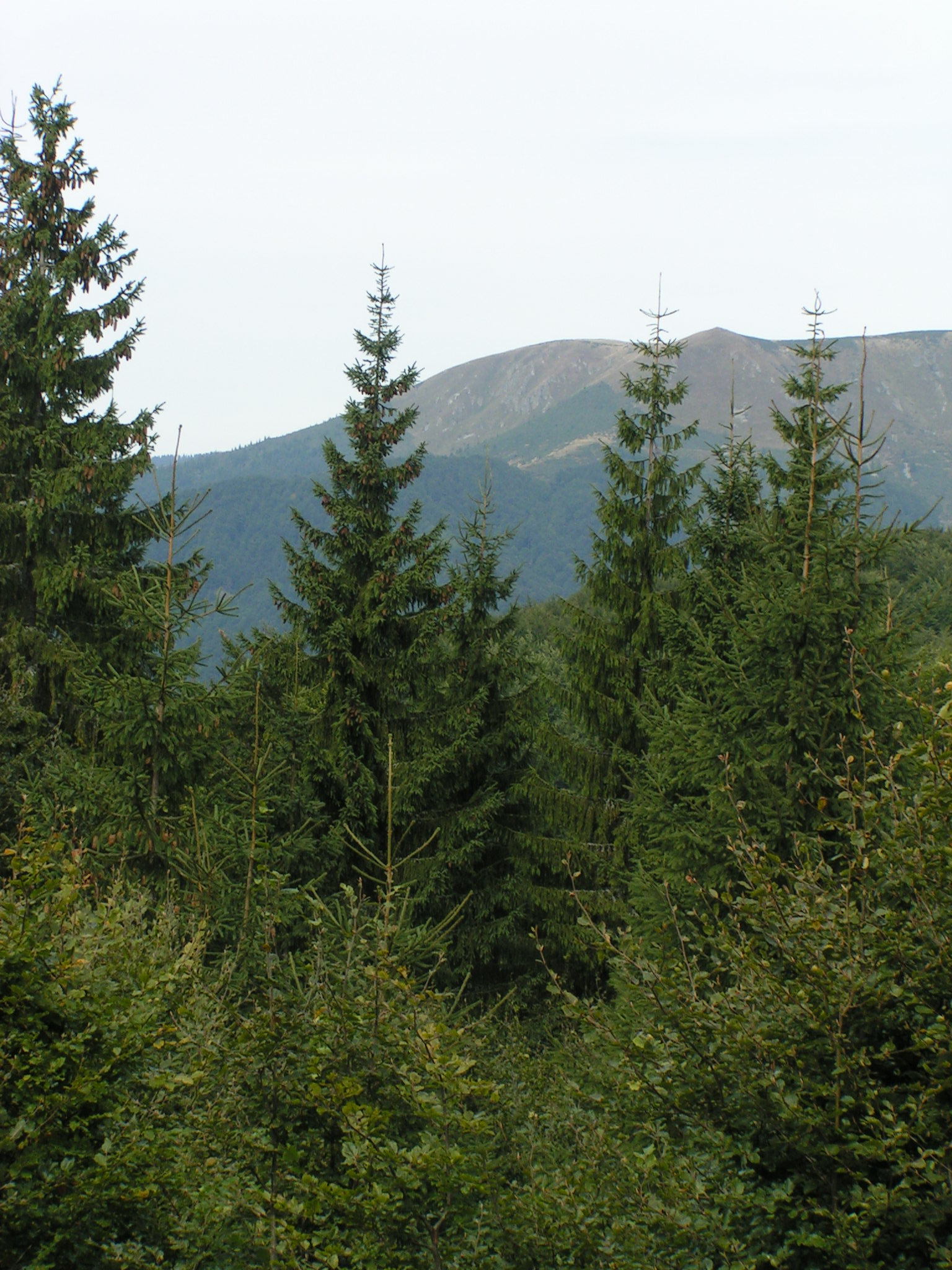
Horgas-havas

A növényzet a hegyi élettereknek megfelelő, tűlevelű- vagy lombhullató erdőkkel, vegyes erdőkkel, cserjés területekkel és réti vagy sziklán növő fűfélékkel.
- Tűlevelű erdők: jegenyefenyő (Abies alba), közönséges lucfenyő (Picea abies) vörösfenyő (Larix), tűnyalábos fenyő (Pinus), közönséges tiszafa (Taxus bacata), európai vörösfenyő (Larix decidua), havasi cirbolyafenyő (Pinus cembra);
- Lombhullató erdők: európai bükk (Fagus sylvatica), kocsányos tölgy (Quercus robur), kocsánytalan tölgy (Quercus petraea), kőris (Fraxinus), hárs (Tilia), hegyi juhar (Acer pseudoplatanus), közönséges gyertyán (Carpinus betulus), mezei juhar (Acer campestre), közönséges nyír (Betula pendula), hegyi szil (Ulmus glabra), közönséges vadgesztenye (Aesculus hippocastanum), vadcseresznye (Cerasus avium), közönséges dió (Juglans regia L.), madárberkenye (Sorbus aucuparia), rezgő nyár (Populus tremula), fehér fűz (Salix alba), kecskefűz (Salix caprea), mézgás éger (Alnus glutinosa);
- Cserjék: havasi törpefenyő (Pinus mugo), húsos som (Cornus mas), európai mogyoró (Corylus avellana), vadszeder (Rubus fruticosus L.), málna (Robus idaeus), fekete áfonya (Vaccinum myrtillus L.), közönséges orgona (Syringa vulgaris);
- Fűfélék: Boldogasszony papucsa (Cypripedium calceolus), harangvirág (Campanula alpina), hagymaburok (Liparis loeselii), üstökös kakastaréj (Pedicularis comosa), Kotschy-imola (Centaurea kotschyana), vékonylevelű szegfű (Dianthus tenuifolius), kereklevelű harmatfű (Drosera rotundifolia), törékeny gurgolya (Seseli rigidum), pompás tárnics (Gentiana clusii), vitéz kosbor (Orchis militaris), orvosi angyalgyökér (Angelica archangelica), erdélyi májvirág (Hepatica transsilvanica), pettyegetett lizinka (Lysimachia punctata), mocsári nőszőfű (Epipactis palustris), nehézszagú gólyaorr (Geranium robertianum), rezes hölgymál (Hieradum aurantiacum), csillagos májmoha (Marchantia polymorpha), hegyi kockásliliom (Fritillaria montana), hagymás fogasír (Dentaria bulbifera), erdélyi medvetalp (Heracleum palmatum), kúszó boglárka (Ranunculus repens), hegyi nyúlszapuka (Anthyllis montana), berki szellőrózsa (Anemone nemorosa), nárciszvirágú szellőrózsa (Anemone narcissiflora), réti kardvirág (Gladiolus imbricatus).

### Fauna
A park állatvilága többféle emlős-, madár-, hal-, hüllő- és kétéltűfajtát foglal magába, amelyek közül egyesek a Természetvédelmi Világszövetség vörös listáján szerepelnek, és európai szintű védelmet élveznek.
- Emlősök: gímszarvas (Cervus elaphus L.), zerge (Rupicapra rupicapra), európai őz (Capreolus capreolus), barna medve (Ursus arctos), szürke farkas (Canis lupus), vaddisznó (Sus scrofa), vörös róka (Vulpes vulpes crucigera), hiúz (Lynx), vadmacska (Felis silvestris), nyuszt (Martes martes), európai vidra (Lutra lutra), európai mókus (Sciurus vulgaris), közönséges görény (Mustela putorius), hermelin (Mustela erminea), európai sün (Erinaceus europaeus), közönséges vakond (Talpa europaea), havasi cickány (Sorex alpinus), erdei cickány (Sorex araneus), közönséges vízicickány (Neomys fodiens), nagy pele (Glis glis), mezei pocok (Microtus arvalis), nyugati piszedenevér (Barbastella barbastellus), vízi denevér (Myotis daubentonii), közönséges törpedenevér (Pipistrellus pipistrellus), nagy patkósdenevér (Rhinolophus ferrumequinum), barna hosszúfülű-denevér (Plecotus auritus);[30]
- Madarak: siketfajd (Tetrao urogallus), szirti sas (Aquila chrysaetos), császármadár (Tetrastes bonasia), békászó sas (Aquila pomarina), holló (Corvus corax), búbos cinege (Parus cristatus), sárgafejű királyka (Regulus regulus), fekete rigó (Turdus merula), vízirigó (Cinclus cinclus), fekete harkály (Dryocopus martius), háromujjú hőcsik (Picoides tridactylus), fenyvescinege (Periparus ater), kék vércse (Falco vespertinus), barázdabillegető (Motacilla alba), süvöltő (Pyrrhula pyrrhula), léprigó (Turdus viscivorus), tengelic (Carduelis carduelis), karvaly (Accipiter nisus)
- Halak: pataki pisztráng (Salvelinus fontinalis), szivárványos pisztráng (Oncorhynchus mykiss), sebes pisztráng (Salmo trutta fario), bodorka (Rutilus rutilus), vágó csík (Cobitis taenia), paduc (Chondrostoma nasus), pénzes pér (Thymallus thymallus), fejes domolykó (Squalius cephalus), fürge cselle (Phoxinus phoxinus), márna (Barbus barbus);
- Hüllők és kétéltűek: fali gyík (Podarcis muralis), elevenszülő gyík (Zootoca vivipara), keresztes vipera (Vipera berus), lábatlan gyík (Anguis fragilis), erdei sikló (Elaphe longissima), rézsikló (Coronella austriaca), foltos szalamandra (Salamandra salamandra)

## Látnivalók
A park területén több turisztikai látnivaló található: műemlék templomok, múzeumok, természetvédelmi területek.

### Műemlékek

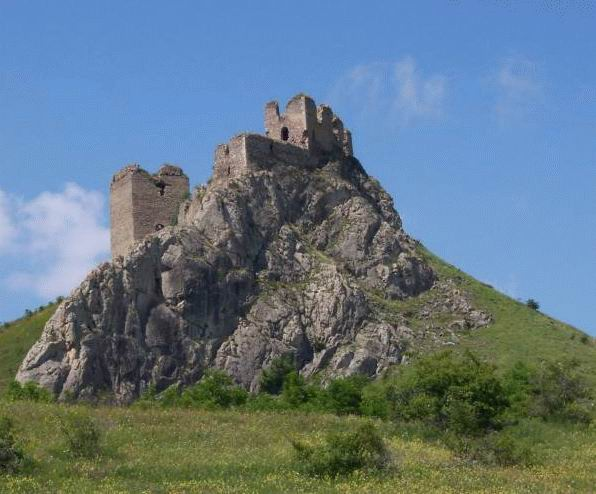
Torockószentgyörgyi vár

- Aranyoslápos: Mennybemenetel-fatemplom (1791)
- Belényes: Szentháromság-templom (1752);[32]
- Biharfenyves: Szent János evangélista fatemplom (1733)
- Dombrovány: Úr színeváltozása fatemplom (18. század)
- Felsőgirda: Keresztelő Szent János születése fatemplom (1792)
- Kisbékafalva: Aranyszájú Szent János-fatemplom (1752)
- Száka: Szent György-fatemplom (18. század)
- Torockószentgyörgy: Torockószentgyörgyi vár (13. század)

### Természetvédelmi területek

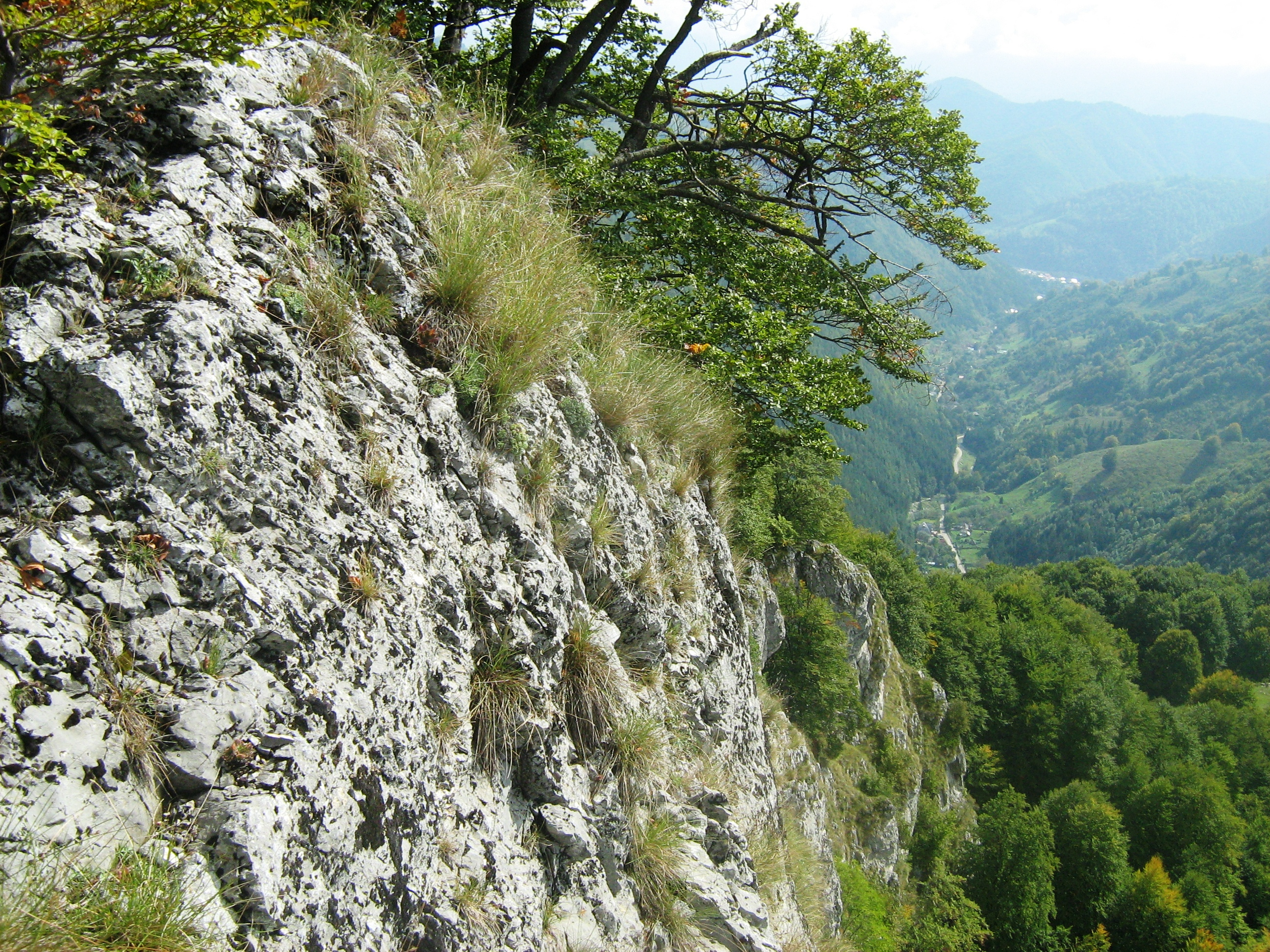
Fehér-kövek

- Bocsásza-csúcs(wd) (Vârful Buteasa) botanikai rezervátum[33]
- Horgas-havas(wd) (Vârful Cârligaţi) növénytani rezervátum[34]
- Ferice Plai és Hoancă(wd) (Ferice Plai şi Hoancă) emlékpark[34]
- Fehér-kövek (Pietrele Albe) mészkőképződmény[35]
- Izbucelor völgyi tőzegláp(wd) (Molhaşurile din Valea Izbucelor) botanikai rezervátum[36]
- Pádis-karsztfennsík (Padiş)[37]

### Múzeumok
- Abrudkerpenyes: Cloşca-emlékház(wd)
- Belényes: Városi múzeum, néprajzi és történelmi részleggel.[38]

## Fordítás
Ez a szócikk részben vagy egészben  a   Parcul Natural Apuseni című román Wikipédia-szócikk ezen változatának fordításán alapul.  Az eredeti cikk szerkesztőit annak laptörténete sorolja fel. Ez a jelzés csupán a megfogalmazás eredetét és a szerzői jogokat jelzi, nem szolgál a cikkben szereplő információk forrásmegjelöléseként.